# Вальдес, Алехандро
Алехандро Энрике Вальдес Тобьер (исп. Alejandro Enrique Valdés Tobier; 18 ноября 1988, Камагуэй, Куба) — кубинский борец вольного стиля, панамериканский чемпион, призёр чемпионатов мира, участник двух Олимпийских игр.

## Биография
Родился в 1988 году.

В 2010 году выиграл Панамериканский чемпионат. На Панамериканском чемпионате 2011 года стал обладателем бронзовой медали. В 2013 и 2014 годах вновь становился панамериканским чемпионом, также в 2014 году завоевал серебряную медаль Игр Центральной Америки и Карибского бассейна.

В 2016 году завоевал серебряную медаль панамериканского чемпионата, но на Олимпийских играх в Рио-де-Жанейро стал лишь 7-м.

В 2017 году завоевал бронзовую медаль чемпионата мира.

В 2018 году стал чемпионом Игр Центральной Америки и Карибского бассейна, а также завоевал бронзовые медали чемпионата мира и панамериканского чемпионата.

В 2019 году выиграл Панамериканские игры в Лиме.

В августе 2021 года на Олимпийских играх в первой же схватке на стадии 1/8 финала уступил Даулету Ниязбекову, представляющего Казахстан, и занял итоговое 10 место.

В 2023 году завоевал серебряную медаль на Панамериканском чемпионате в Буэнос-Айресе и стал победителем на Панамериканских играх в Сантьяго.